# کهف الحبش
کهف الحبش (به عربی: کهف الحبش) یک روستا در سوریه است که در ناحیه عین حلاقیم واقع شده‌است. کهف الحبش ۵۰۸ نفر جمعیت دارد.